# Posavina (kanton)
Posavina is een van de tien kantons van de Federatie van Bosnië en Herzegovina in Bosnië en Herzegovina. Het is met een oppervlakte van 325 km² het kleinste kanton (slechts 50% groter dan het nabije district Brcko). In 2003 woonden er 43.588 mensen, waarvan 73% Kroaten.
Het kanton is ingedeeld in drie gemeenten: Domaljevac, Odžak en Orašje. Het bestuurscentrum van het kanton is in Orašje gevestigd.
Posavina ligt aan de grens met Kroatië, die aldaar gevormd wordt door de rivier de Sava. Het kanton is vernoemd naar de Sava; Posavina betekent "Aan de Sava". Overigens is de streek die Posavina wordt genoemd groter dan alleen het kanton: zowel nabijgelegen gebieden in Bosnië en Herzegovina als delen van Kroatië worden vaak tot de regio Posavina gerekend. Daarom wordt het kanton ook wel Bosanska Posavina ("Bosnisch Posavina") genoemd.
Het kanton Posavina is van de rest van de Federatie van Bosnië en Herzegovina gescheiden door gebieden onder bestuur van de Servische Republiek, alhoewel vrij verkeer binnen geheel Bosnië en Herzegovina sinds enkele jaren na de oorlog (1992-1995) weer mogelijk is.

## Volkstelling van 2013
Volgens de volkstelling van 2013 wonen er zo'n 43.453 inwoners in het kanton Posavina.

#### Religie
De Katholieke Kerk is met 33.596 aanhangers het grootste kerkgenootschap in het kanton Posavina (hetgeen neerkomt op ruim 77 procent van de bevolking). Minderheden zijn islamitisch (8.341 inwoners) of lid van de Servisch-orthodoxe Kerk (841 inwoners).